# Raoul Wallenberg
Raoul Gustav Wallenberg (Lidingö, 4 augustus 1912 – onbekend, doch niet eerder dan 23 juli 1947 en formeel 31 juli 1952) was een Zweeds architect en zakenman die als speciale gezant van de Zweedse regering in de Tweede Wereldoorlog als vrijwilliger naar Hongarije vertrok om het leven van Joden te redden. Hij heeft 30.000 tot ongeveer 100.000 Joden gered door te voorkomen dat het grootste Jodengetto in Boedapest werd uitgemoord en door talrijke Joden een quasi tijdelijk Zweeds paspoort te verstrekken. 
In januari 1945 werd hij door de Russen gearresteerd. Het is nooit in de openbaarheid gekomen hoe en wanneer hij daarna gestorven is. Pas in 2016 werd hij officieel doodverklaard.
Wallenberg was ereburger van Hongarije, Israël, de Verenigde Staten, Canada en Australië.  

## Jeugd
Wallenberg werd geboren in het natuurreservaat Kappsta, vlak bij Stockholm, in de zomervilla van zijn familie. Hij was de zoon van marine-officier Raoul Oscar Wallenberg en de kleinzoon van bankier Gustav Wallenberg. Zijn familie behoorde tot de prominentsten van Zweden. Zijn vader overleed drie maanden voor zijn geboorte, waarna hij bij zijn grootouders opgroeide. Zijn moeder hertrouwde in 1918 met Fredrik von Dardel. Wallenberg studeerde Russisch en tekenen. Na zijn militaire dienst vertrok hij naar de Verenigde Staten om architectuur aan de University of Michigan in Ann Arbor  te studeren. In minder dan vier jaar haalde hij zijn bachelor en keerde naar Zweden terug. Er was echter geen werk voor hem als architect en zijn grootvader Gustav regelde een baan voor hem in Zuid-Afrika en later bij een Nederlandse bank in Haifa. In 1936 keerde hij opnieuw naar Zweden terug, kreeg een baan bij de handelsmaatschappij van Koloman Lauer, een Hongaarse Jood, en werd binnen acht maanden zijn partner. In de Tweede Wereldoorlog kon hij als neutrale Zweed vrij in het buitenland rondreizen. Onder meer kwam hij voor zijn werk regelmatig in Hongarije.

## Hongarije

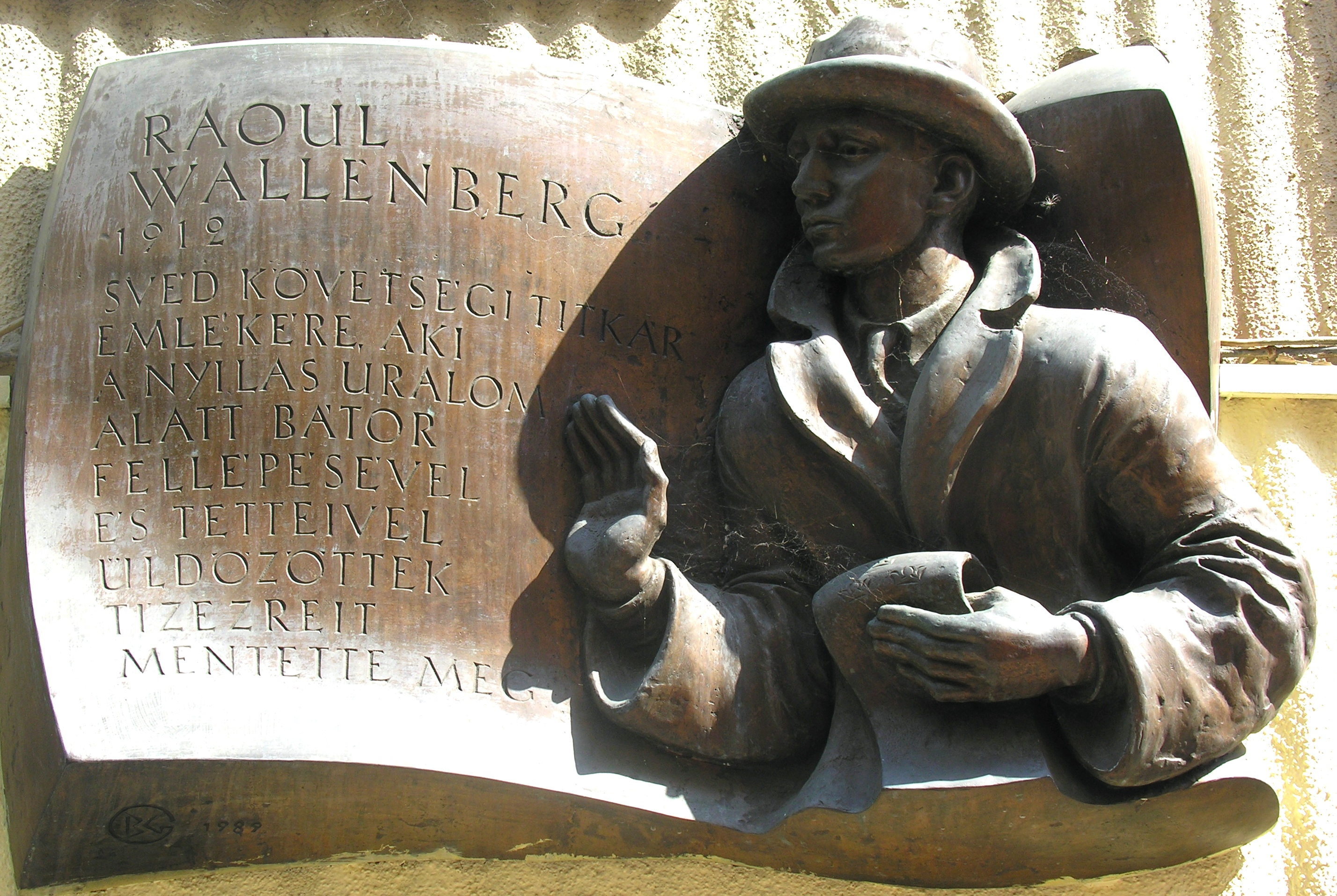
Plaquette in Boedapest

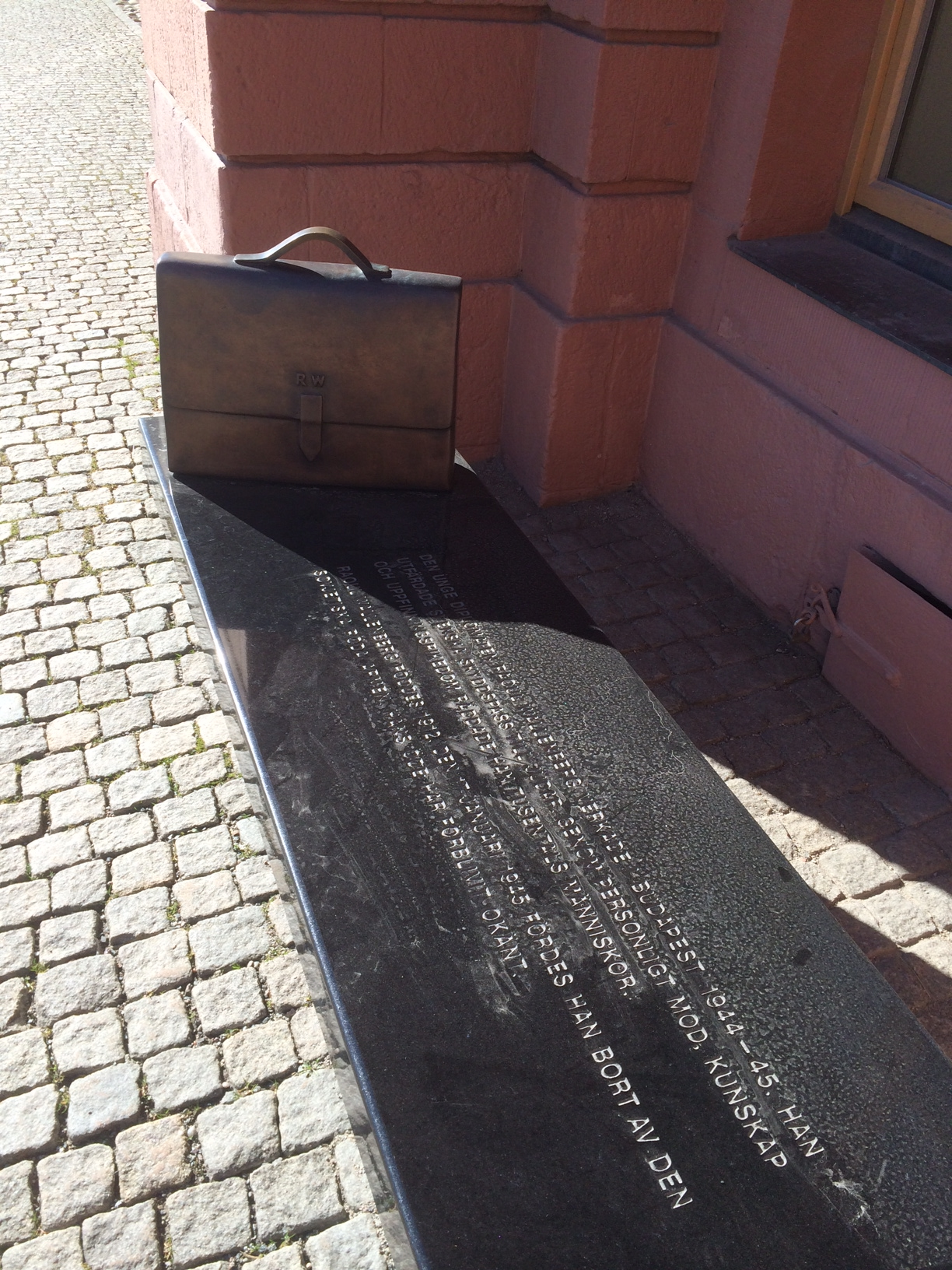
Wallenbergbankje op de Carl Gustav Torg (Carl Gustav plein) in Stockholm

Wallenberg werd in juni 1944 als vrijwilliger naar de Zweedse ambassade in Boedapest gestuurd om de Hongaarse joden van de dood te redden. Hij arriveerde een maand later, kreeg de functie van eerste secretaris van de Zweedse ambassade en begon met het verstrekken van onofficiële, tijdelijke Zweedse paspoorten die hijzelf ontworpen had en liet ze voor echt doorgaan. Doordat Zweden neutraal was, boden de paspoorten bescherming tegen deportatie, ook al hadden ze volgens internationaal recht eigenlijk geen enkele status. Hij redde daarmee ook Joden van andere nationaliteiten, onder wie meer dan veertig Nederlanders en een aantal Belgen. Tevens verklaarde hij het grondgebied van meer dan dertig woningen in Boedapest juridisch tot Zweeds territorium. Buiten elk huis hing hij een Zweedse vlag op. Al snel werd de groep woningen bevolkt met 15.000 mensen, die daarmee bescherming kregen tegen deportatie naar concentratie- en vernietigingskampen buiten Hongarije. Op het hoogtepunt van zijn werkzaamheden beschikte Wallenberg over een staf van 340 mensen. Andere neutrale landen begonnen Wallenbergs voorbeeld te volgen. In november 1944 verordonneerde Adolf Eichmann dat de resterende Joden in Boedapest te voet moesten vertrekken. Wallenberg volgde hen, onderweg zijn paspoorten uitdelend, medicijnen en voedsel. Aangekomen bij de transporttreinen beklom hij de wagons, liep over de daken, onderweg paspoorten afgevend. Vervolgens verlangde hij dat degenen die een paspoort bemachtigd hadden alsnog werden vrijgelaten. 
In januari 1945 werd Wallenberg ervan op de hoogte gesteld dat Eichmann van plan was om alle Joden in het grootste getto van Boedapest te vermoorden. Wallenberg liet daarop de commandant van de Duitse troepen in Hongarije, generaal August Schmidthuber, berichten dat als de opdracht werd uitgevoerd, hij ervoor zou zorgen dat Schmidthuber na de oorlog verantwoordelijk zou worden gesteld. Wallenberg verklaarde tevens niet te zullen rusten voordat Schmidthuber de doodstraf zou krijgen. Schmidthuber gelastte daarop de geplande massamoord af.
Achter de Grote Synagoge van Boedapest bevindt zich de Tuin der Rechtvaardigen of het Raoul Wallenbergherdenkingspark, dat onder andere herinnert aan de Zweedse diplomaat en wat voornoemde voor de Hongaars-Joodse bevolking heeft betekend.

## Arrestatie
In januari 1945 werden Wallenberg en zijn chauffeur Vilmos Langfelder door de Russen gevangengenomen. In 1957 maakten de Russen melding dat Wallenberg op 17 juli 1947 in de Loebjanka-gevangenis in Moskou gestorven zou zijn aan hartfalen. Regelmatig deden echter verhalen de ronde dat Wallenberg nog in leven zou zijn en zich in Russische gevangenschap zou bevinden of in een psychiatrisch ziekenhuis. 
In 1991, na de val van het Sovjet-Russische regime, werden KGB-documenten gepubliceerd waaruit bleek dat Wallenberg nog op 23 juli 1947 in de Loebjanka-gevangenis zou zijn verhoord. Tot dan zou hij dus zeker nog in leven zijn geweest.

## Onderzoeken

### Commissie
In 1991 werd een Russisch-Zweedse commissie ingesteld om de dood van Wallenberg te onderzoeken. In december 2000, enkele weken voor de publicatie van dit onderzoek, heeft Rusland Wallenberg gerehabiliteerd omdat hij onterecht gearresteerd zou zijn. Op 12 januari 2001 heeft het Zweedse deel van de Russisch-Zweedse commissie haar bevindingen over de dood van Wallenberg geopenbaard. De commissie kon niet vaststellen dat Wallenberg in het jaar 1947 overleden was en kon zelfs niet uitsluiten dat Wallenberg nog in leven was. Volgens de commissie bevinden de mogelijke bewijzen zich waarschijnlijk nog in Russische archieven. De commissie was verder van mening dat de diplomatie van de Zweedse regering in de jaren veertig heeft gefaald in de Wallenbergzaak.

### Gellért Kovács
Volgens de Zweeds-Hongaarse schrijver Gellért Kovács, die van 2009 tot en met 2012 onderzoek naar Wallenberg deed, werd Wallenberg door Sovjet-troepen ontvoerd omdat hij het gewapende verzet steunde. Dit zou verklaren waarom de Zweedse regering na zijn verdwijning lange tijd 'passief' bleef.

### Dagboek Ivan A. Serov
In juni 2016 werd het dagboek gepubliceerd van de eerste KGB-chef Ivan Aleksandrevitsj Serov. Hij beweerde daarin het gevangenisformulier van Wallenberg te hebben ingezien, dat inmiddels spoorloos is. Serov schrijft dat zijn voorganger bij de sovjet staatsveiligheidsdienst Viktor Abakoemov tegen hem verklaard heeft dat Wallenberg op last van Jozef Stalin gedood werd. Abakoemov werd zelf in 1954 terechtgesteld. Serov gaf verder aan dat hij van Stalins opvolger Nikita Chroesjtsjov de opdracht gekregen had na te gaan wat met Wallenberg gebeurd was. Serov schreef dat hij geen bewijs vinden kon dat Wallenberg zich aan spionage had schuldig gemaakt.

## Doodverklaring
In oktober 2016 werd Wallenberg officieel doodverklaard door de Zweedse belastingdienst, waarbij 31 juli 1952 als zijn formele sterfdag wordt beschouwd. Dit gebeurde op verzoek van de SEB, de bank die ooit door de familie Wallenberg is opgericht en die de nalatenschap van Wallenberg beheert. De formele sterfdatum werd vastgesteld op basis van de Zweedse wetgeving die bepaalt dat bij personen waarvan onbekend is wanneer ze gestorven zijn, de sterfdatum niet eerder vastgelegd mag worden dan op een datum die minimaal een volle vijf jaar na het laatste levensteken ligt. Volgens de Zweedse belastingdienst dateert het laatste levensbericht waarover geen twijfel bestaat van juli 1947.

## Onderscheidingen
- Op 26 november 1963 werd Wallenberg onderscheiden door Yad Vashem.[5][6]
- In 1995 werd de Europese Mensenrechtenprijs van de Raad van Europa aan hem opgedragen.
- Wallenberg was ereburger van Hongarije, Israël, de Verenigde Staten, Canada en Australië.
- Achter de Sint-Janskerk in Gouda ligt het Raoul Wallenbergplantsoen, met daarin de poort van de Joodse begraafplaats.
- Vlak bij het Joods monument aan de Laan der Continenten in Alphen aan den Rijn ligt het Raoul Wallenbergplein, de enige 2-strooks rotonde in Alphen. Het Alphense stadhuis ligt ook aan dit plein.